# Народный совет Латвии
Народный совет Латвии (латыш. Tautas padome) — временный совет, провозгласивший независимость Латвии в 1918 году, и затем действовавший как временный парламент до выборов Учредительного собрания (латыш. Satversmes sapulce). Члены совета были не избранными делегатами, а политическими назначенцами партий.

## Политическая обстановка
Политическое оформление особых отношений Германии с остзейскими губерниями началось после оккупации Риги, произошедшего 3 сентября 1918 года. 21-22 сентября 1917 года в Митаве был созван Курляндский ландтаг, в котором участвовало 50 немцев, 28 латышей, 1 еврей и 1 литовец, принявший решение «отдать свою судьбу в руки кайзера Германии».
10 октября Немецкая оккупационная администрация собрала часть гласных городской думы созыва 1913 г. в Риге, предложив им выступить с прошением об особом статусе Риги в рамках германской государственности. 22 (9) декабря 1917 г. соответствующее обращение к кайзеру Вильгельму подписала влиятельная группа германофилов.
Тем временем в Германии 29 сентября 1918 г. началась так называемая революция сверху, был сформирован первый в истории страны кабинет министров с участием социал-демократов. 3 октября 1918 г. его возглавил принц Макс Баденский, намеревавшийся добиться согласия Антанты на переговоры о мире, отказавшись от политического наследия военной диктатуры во главе со своим предшественником генералом Эрихом Людендорфом. В Прибалтике рейхсканцлер отмежевался от идеи образования Балтийского герцогства в составе Германской империи, направив своего представителя Августа Виннига «вступить в контакт с ответственными представителями эстонцев и латышей и склонить их к прогерманской политике». Политический курс Макса Баденского подразумевал и разрыв с большевиками ради перспективы дальнейшего соглашения с Антантой и последующих совместных с ней действий против Советской России, отмечает историк Леонтий Ланник.
Винниг познакомился с представителями политических течений и пришёл к выводу, что «через все буржуазные латышские партии прошла глубокая трещина», причиной которой была внешнеполитическая ориентация. Прогермански настроенную латышскую буржуазию считали предательницей национальных интересов, она была в меньшинстве. Большинство латышской буржуазии и интеллигенция склонялись к Антанте, однако эти силы были раздроблены и включали в себя демократические, националистические и радикальные воззрения. Крупнейшим и самым влиятельным был умеренно-либеральный Крестьянский союз, которым руководил Карлис Улманис.
Латышские политики хотели провозгласить свою республику, однако противоречия между ними были так сильны, что Винниг на совещании 31 октября, проходившем в конторе латышского общества взаимного кредита, посоветовал им сформировать Национальный совет, а затем на его основе и временное правительство. Он также предложил текст прокламации, где говорилось о признании факта оккупации Германией и выражалась готовность к сотрудничеству с оккупационными властями в соответствии с принятыми в Гааге принципами управления территориями, занятыми в ходе военных действий. Винниг обещал заручиться поддержкой балтийских немцев и имперских инстанций, а также сопроводить латышскую делегацию в Берлин. «Пораженные дерзостью такого предложения», политики все же отклонили его, поскольку проантантовски настроенная буржуазия не желала «получать независимость милостью Германии».
Однако после поражения в Первой мировой войне условия Компьенского перемирия обязали Германию передать гражданскую власть «национальным правительствам оккупированных территорий», поэтому Винниг не отозвался на предложение оппонентов деятелей латышской государственности арестовать их и не допустить образования республики.

## История

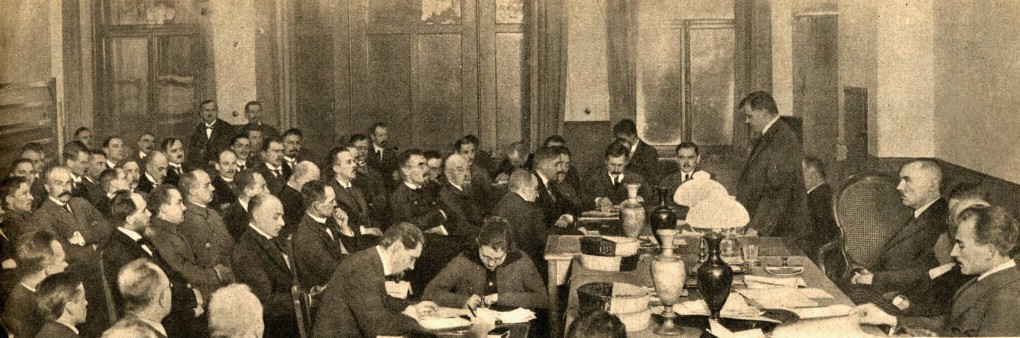
Первое пленарное заседание Народного Совета в ноябре 1918 года. Справа налево: премьер-министр Карлис Улманис стоит, Альбертс Квиесис сидит.

Народный совет Латвии был сформирован 17 ноября 1918 года в оккупированной немецкими войсками Риге благодаря слиянию проантантовского Латвийского временного национального совета (латыш. Latvijas Pagaidu Nacionala padome) и полуподконтрольного немецкой оккупационной администрации Демократического блока (латыш. Demokratiskais bloks): конфликтовавшим между собой латышским партиям удалось объединиться.
Изначально в Народный совет Латвии входило 38 членов, представлявших две крупнейшие латышские политические организации (кроме крайне правых и крайне левых). В него не вошли представители других национальностей, что впоследствии вызвало напряжённость в отношениях с уполномоченным Виннигом.
18 ноября 1918 года Народный совет Латвии провозгласил независимость Латвии; председателем Народного совета стал Янис Чаксте, а главой временного правительства — Карлис Улманис.
25 ноября 1918 г. Винниг передал Улманису памятную записку: «Имею честь сообщить господину президенту, что германское правительство согласно временно признать Народный совет Латвии самостоятельной властью и Временное правительство ее исполнительной комиссией до того времени, когда Мирная конференция определится относительно будущего Латвии в соответствии с правом народов на самоопределение».
26 ноября в новом меморандуме Виннига были зафиксированы два пункта:
1. временное правительство Ульманиса осуществляет верховную власть на латышской этнографической территории;
2. германская гражданская администрация передает управление территорий временному правительству в соответствии с соглашением, которое еще предстоит заключить.

Временное соглашение с Временным правительством Винниг подписал 1 декабря.
В деятельности Народного совета участвовали впоследствии социал-демократы (меньшевики), никакой реальной власти при оккупационной администрации он не имел.
Фактически Народный совет начал действовать после вытеснения большевиков из Латвии и окончания борьбы за независимость. В этот период он обладал законодательными функциями, ему подчинялось правительство.
Народный совет действовал в качестве временного парламента Латвии до 1 мая 1920 года, когда было избрано Учредительное собрание.